# Svafrlami
Svafrlami is een figuur uit de Noorse mythologie. Hij komt voor in de Hervarar saga, maar zijn rol is in de verschillende versies anders. Hij was in de H en U versie van de Hervarar saga een zoon van Sigrlami, die weer een zoon van Odin was. In de R versie wordt Svafrlami Sigrlami genoemd en wordt zijn afkomst niet onthuld.
Svafrlami was de koning van Gardariki en de eerste eigenaar van het zwaard Tyrfing.
Op een dag was hij aan het jagen met zijn paard en ontdekte twee dwergen bij een grote steen. Hij bedwong hen door zijn zwaard boven hen te zwaaien zodat ze niet konden verdwijnen. De dwergen heetten Dvalin en Durin. Ze vroegen of ze zichzelf vrij konden kopen, waarop Svafrlami positief antwoordde met de eis een magisch zwaard te maken. Het zwaard mocht noch kunnen breken, noch kunnen roesten en moest even gemakkelijk door steen en ijzer snijden als door kleren.
De dag dat Svafrlami het wapen kreeg zag hij dat het een voortreffelijk en mooi wapen was en noemde het Tyrfing. Voordat ze in de rotsen verdwenen vervloekten de dwergen het zwaard echter zodat het nooit kon getrokken worden zonder iemand te doden, dat het drie grote kwaden zou veroorzaken en dat het de dood van Svafrlami zou veroorzaken.
Op een dag ontmoette Svafrlami de berserker Arngrim. Volgens de H en U versies begonnen ze te vechten. Tyrfing sneed door het schild van Arngrim en sloeg in de grond, waarop Arngrim de hand van Svafrlami afsneed, Tyrfing afnam en hem ermee doodde. Arngrim dwong daarom de dochter van Svafrlani, Eyfura, met hem te trouwen. Volgens de R versie werd Arngrim de opperbevelhebber van de oude koning en werden hem zowel Tyrfing als Eyfura als beloning toegezegd.

## Bron
- Alf. Henrikson, Stora mytologiska uppslagsboken, 1998